# Pegiri nanggunnim
A Pegiri nanggunnim (hangul: 백일의 낭군님, RR: Baegirui Nanggunnim), angol címén 100 Days My Prince, 2018-ban bemutatott dél-koreai televíziós sorozat, melyet a tvN csatorna vetített Do Gjongszu (Do Gyeong-su) és Nam Dzsihjon (Nam Ji-hyeon) főszereplésével.

## Szereplők
- Do Gjongszu (Do Gyeong-su) (도경수): I Jul / Na Vonduk (이율 / 나원득, Lee Yul / Na Won-deuk)
- Nam Dzsihjon (Nam Ji-hyeon) (남지현): Jon Hongsim / Jun Iszo (연홍심 / 윤이서, Yeon Hong-shim / Yoon Yi-seo)

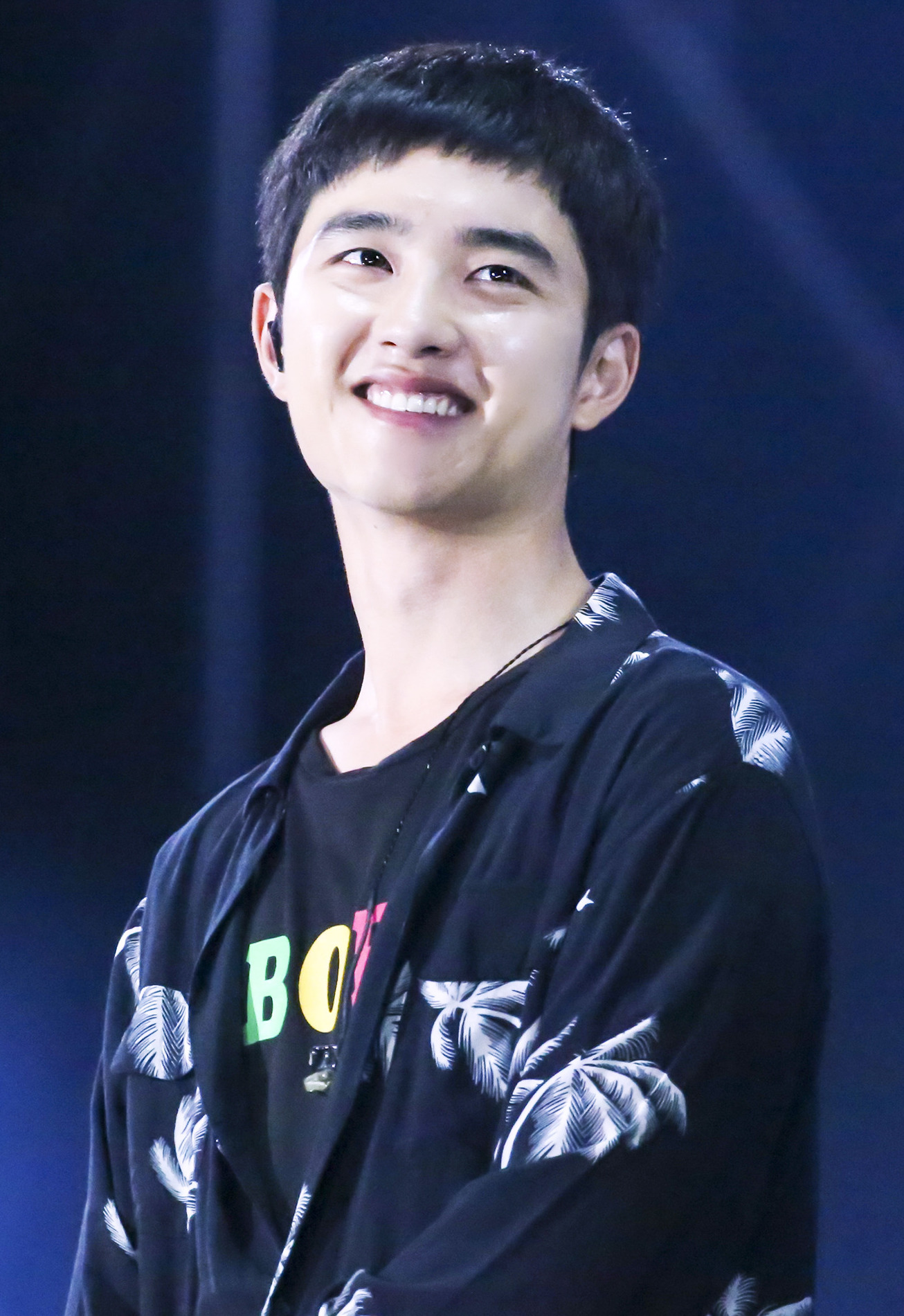
Do Gjongszu (Do Gyeong-su)
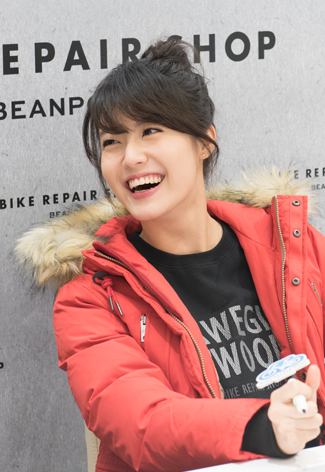
Nam Dzsihjon (Nam Ji-hyeon)